# Microgale dryas
Espèce
Répartition géographique
Statut de conservation UICN

 VU B1ab(iii) : Vulnérable
Microgale dryas est une espèce de petit mammifères insectivores de la famille des Tenrecidae. Cette musaraigne est endémique de Madagascar.
L'espèce a été décrite pour la première fois en 1992 par Paulina D. Jenkins.